# Bollullos Club de Fútbol
El Bollullos Club de Fútbol es un club de fútbol español de la localidad de Bollullos Par del Condado en la provincia de Huelva, Andalucía. Fue fundado en 1932 y actualmente juega en el grupo X de Tercera RFEF . Ha jugado 14 temporadas en Tercera División en los años 1958 a 1963, 1985 a 1989 , 2002 a 2006 y la actual 2022-2023.

## Presidentes
- José María Rosado Delgado (2017 - presente)[7]

## Uniforme
- Uniforme titular: Camiseta a franjas azules y blancas, pantalón blanco y medias blancas.[8]

## Estadio
El Bollullos CF juega sus partidos como local en el estadio Eloy Ávila Cano, con unas dimensiones de 100 m por 65 m y capacidad para 400 espectadores.

## Afición
La afición del club la componen 500 socios en la temporada 2020-21.

## Datos del club
La última vez que el club militó en tercera división, obtuvo las siguientes clasificaciones:
- 2002/2003: 15.ª posición
- 2003/2004: 2.ª posición, lo que le llevó a disputar la promoción de ascenso a 2.ºB, quedando eliminado en la primera ronda.
- 2004/2005: 14.ª posición
- 2005/2006: 20.ª posición, siendo colista de su grupo y descendiendo a la categoría inferior.

En la temporada 2014/2015, el club ascendió a la tercera división andaluza. Desde entonces, han tenido una clasificación ascendente hasta lograr el lograr ascender a la División de Honor Andaluza, la máxima categoría a nivel autonómico, tras un partido que terminó en empate contra el Ayamonte C.F. en la temporada 2019/2020:
- 2014/2015: 2.º Tercera División Andaluza
- 2015/2016: 4.º Segunda División Andaluza
- 2016/2017: 8.º Primera División Andaluza
- 2017/2018: 5.º Primera División Andaluza
- 2018/2019: 4.º Primera División Andaluza
- 2019/2020: 1.º Primera División Andaluza